# Skravelvargspindel
Skravelvargspindel (Pardosa trailli) är en spindelart som beskrevs 1873 av Octavius Pickard-Cambridge. Arten ingår i släktet Pardosa och familjen vargspindlar. Skravelvargspindel förekommer i Wales, Skottland, Norge, Sverige och sannolikt även på Färöarna. Den lever i subalpina eller alpina habitat, nära trädgränsen och uppträder direkt på barmark, i rasbranter eller på myrmark. Könen är lika, men honorna är genomsnittligen lite större och mäter 6,5-8,0 mm medan hanarna mäter 6,0-7,3 mm. Inga underarter finns listade i Catalogue of Life.